# Otto Bäurle
Otto Bäurle (* 3. Februar 1887 in München; † 26. April 1951, ebenda) war ein deutscher Leichtathlet.
Der in der bayrischen Landeshauptstadt geborene Otto Bäurle machte 1906 Abitur am Wilhelmsgymnasium München. Seine Laufbahn als Leichtathlet begann er beim TSV 1860 München. Bäurle spezialisierte sich auf den Dreisprung, war aber auch als Mehrkämpfer aktiv. Bei einem Wettkampf in Straßburg sprang er am 31. Juli 1911 als erster deutscher Leichtathlet über die 14-Meter-Marke (Weite: 14,07 m). Diese Weite konnte er knapp 10 Monate später auf 14,17 m verbessern.
1912 nahm Otto Bäurle an den Olympischen Sommerspielen von Stockholm teil. Er trat sowohl im Dreisprung als auch im Fünfkampf an. Im Dreisprung erreichte er mit 13,52 m Platz 14 (von 20 Startern). Beim Fünfkampf wurde er nach drei Übungen (200 m, Speerwurf und Weitsprung) Dreizehnter und verfehlte somit die Qualifikation für den weiteren Wettkampfverlauf. 
Nach seiner aktiven Laufbahn widmete sich Otto Bäurle dem Leichtathletiktraining. Unter dem Autorennamen Dr. Otto Bäurle veröffentlichte er verschiedene Trainingsbücher.

## Werke
- Einrichtung und Betrieb von Sportabteilungen in Turnvereinen (= Die Uebungen des Deutschen Turnens, 15) - Hohns Crefeld Verlag 1911
- Leichtathletisches Wintertraining - Deutsche Sportbehörde für Leichtathletik, 1922
- Leichtathletisches Sommertraining, Ein Leitfaden für die Übungsleiter Leichtathletik treibender Vereine - Selbstverlag der Deutschen Sportbehörde für Leichtathletik, 1923